# Changing point
「Changing point」（チェンジング・ポイント）は、i☆Risの16枚目のシングル。2018年5月9日にDIVE II entertainmentから発売された。

## 概要
- 表題曲「Changing point」は、テレビアニメ『魔法少女サイト』のオープニングテーマとして使用されており、i☆Risにとって、初めての深夜アニメタイアップ曲となった[4]。
- 前作「Memorial」から2か月の間を置かずに発売された。

- ミュージックビデオの映像監督は、福居英晃が務めた。
- CDのみ盤にのみ、若井友希が作詞・作曲を手がけた「卒業式」が収録されている。

## 収録曲

### CD+DVD盤
1. Changing point [3:49]
作詞：前澤希、作曲・編曲：南田健吾(onetrap)
  - アニメイズムB2テレビアニメ『魔法少女サイト』オープニングテーマ
  - iPhone iOS&Android向けレースゲーム『爆走ドリフターズ』挿入歌
2. アメコイ [3:42]
作詞：前澤希、作曲：加藤肇
3. Changing point（Instrumental）
4. アメコイ（Instrumental）

DVD
1. Changing point-Music Video-
2. Changing point-Off Shot Movie-

### CDのみ盤
1. Changing point
2. アメコイ
3. 卒業式 [4:37]
作詞・作曲：友希
4. Changing point（Instrumental）
5. アメコイ（Instrumental）
6. 卒業式（Instrumental）

## カバー
- Changing point
  - 中尾隆聖 - テレビアニメ『魔法少女サイト』第10話のオープニングテーマとして使用されたバージョン。編曲はオリジナルと同じく南田健吾(onetrap)が担当している。